# Daré Nibombé
Daré Nibombé, född 16 juni 1980 i Lomé, är en togolesisk före detta fotbollsspelare.

## Karriär
Daré Nibombé kom till belgiska La Louviere från AS Douanes 2002. Där spelade han i en säsong innan han gick till Mons, där han etablerade sig som en av de bästa mittbackarna i Jupiler League. 2008 gick Nibombé till rumänska CS Otopeni, men stannade bara i sex månader innan han gick till seriekonkurrenten FC Timișoara. I juni 2010 gick Nibombé till FK Baku i Azerbajdzjan. Där stannade Nibombé bara i sex månader innan han skrev på för Bundesliga-klubben Arminia Bielefeld, där han enbart gjorde tre matcher.
Daré Nibombé var uttagen till Togos trupp till VM 2006 och spelade samtliga matcher, då Togo åkte ut i gruppspelet. Han har även varit med i Afrikanska mästerskapet 2006 och 2013.